# Bursera staphyleoides
Bursera staphyleoides là một loài thực vật có hoa trong họ Burseraceae. Loài này được McVaugh & Rzed. mô tả khoa học đầu tiên năm 1965.